# 富洲原地区
富洲原地区（とみすはらちく）は、三重県四日市市の地区の一つ。市域の最も北東に位置する。1941年に四日市市に編入された旧三重郡富洲原町の町域にあたり、四日市市役所富洲原地区市民センターの管轄区域である。

## 概要
- 鎌倉時代に万葉集由来の松原村に聖武天皇社が建立される。旧家天野氏からとった「天野の須賀」が天ヶ須賀の地区名の由来である。富田一色は富田の分村（居敷）を意味する。富田（東富田村・西富田村）がルーツで富田一色飛鳥神社が建立されて、富田一色けんか祭が開催される。近世期に八風街道が整備された。桑名藩領（朝明郡富田六郷）の一部であった。

- 松ヶ浦海水浴場沿いの富田一色地区は伊勢湾台風の被害があった。須賀浦海水浴場があった土地は天ヵ須賀工業団地（天ヵ須賀新町）として埋め立てられた。以前は漁業が盛んで小規模な富洲原漁港が残っている。伊藤平治郎が誘致した東洋紡績富田工場と初代平田佐次郎（平田家）が創設した平田紡績など繊維産業が盛んだった。21世紀になって、イオンモール四日市北が立地した。東洋紡績が町名の由来である東洋町通りや富洲原四九の市が開催される西元町通りなど富洲原商店街や赤線がある歓楽街だった住吉町（埋立地）がある。

### 地名の由来
- 富洲原命名の由来[1]
  1. 富田一色村 - 地区名の一文字で富田地区から独立する形で最初の漢字である「富」の文字を採用した。
  2. 天ヶ須賀村 - 地区名の一文字で須賀村や天洲の別名があり「須」の文字から変換して「洲」の文字となり採用した。
  3. 松原村 - 地区名の一文字から「原」の文字を採用した。
- 3地区から1文字ずつ取って富洲原となった（富洲原地区の名称は、一般的にさんずい付きの「洲」で表記されるが、行政地名としての富州原町はさんずいのない「州」となっている）[2]。
- 富洲原地区を統合する象徴的な施設が富洲原小学校である。校門が3つあり、富田一色地区に向いている富田一色門が甚五兵衛町。天ヶ須賀の石取祭が開催される住吉神社がある天ヶ須賀地区に向いている天ヶ須賀門が富洲園団地。松原の石取祭が開催される松原地区に向いている松原門が茶ノ水町に向けられている。

## 地理

### 面積
- 面積 2.04 km2

## 歴史

### 沿革
- 1889年（明治22年） - 町村制施行・合併により朝明郡富洲原村がに成立[2]。
- 1896年（明治29年） - 朝明郡が三重郡と合併し、三重郡所属となる[2]。
- 1923年（大正12年） - 町制施行により三重郡富洲原町となる[2]。
- 1941年（昭和16年） - 四日市市へ編入し、同市の富洲原地区となる。